# Erik Spoelstra
Erik Jon Spoelstra (Evanston, 1º novembre 1970) è un allenatore di pallacanestro ed ex cestista statunitense, di ruolo playmaker, tecnico dei Miami Heat.
È sotto contratto con i Miami Heat, squadra dell'NBA. Dal 2001 al 2008 ha coperto la doppia carica di assistente allenatore e direttore dello scouting ma è nella squadra della Florida dal 1997.

## Dalla high school alla Germania
Suo padre, Jon Spoelstra, è stato un NBA Executive (ovvero un dirigente) dei Portland Trail Blazers, dei Denver Nuggets e dei New Jersey Nets. Spoelstra è di origini olandesi e irlandesi da parte di padre, mentre sua madre è filippina.
È cresciuto a Portland, nello Stato dell'Oregon, dove si è diplomato nella Jesuit High School nel 1988 e laureato nella University of Portland. Nella Jesuit High School è il terzo di tutti i tempi negli assist (488), terzo a pari merito nei tiri da tre punti realizzati (156) e sesto nella percentuale al tiro da tre (38,4%) e dal tiro libero (82,4%).
È stato playmaker titolare alla University of Portland per quattro anni ed è stato nominato freshman dell'anno della West Coast Conference nel 1989. Ha segnato con la maglia di Portland oltre mille punti.
Dopo il college, è stato allenatore-giocatore per due anni del TuS Herten (chiamati successivamente Herten Ruhr Devils), una squadra professionistica tedesca.
Il suo soprannome è "Coach Spo".

## Carriera NBA
Nell'aprile 2008, Spoelstra (soprannominato dai giocatori "Coach Spo") è stato nominato successore di Pat Riley come allenatore dei Miami Heat. Spoelstra era entrato nello staff dei Heat nel 1995 come coordinatore dei video, dopo due anni è diventato assistente allenatore/coordinatore dei video, poi è stato promosso assistente allenatore/scout avanzato nel 1999 e assistente allenatore/direttore dello scouting nel 2001.

Sulla nomina di allenatore di Spoelstra, Riley ha detto: 
(Pat Riley)

### Le Finals coi Big Three
Nell'estate 2010 gli Heat riescono a regalare a Spoelstra due grandissimi acquisti, quali LeBron James e Chris Bosh. Spoelstra porta gli Heat ai Playoffs, con la seconda piazza nella Eastern Conference, alle spalle dei soli Chicago Bulls. Gli Heat arrivano sino alle Finals, dove vengono però battuti per 4-2 dai Dallas Mavericks di Dirk Nowitzki.
L'anno successivo gli Heat arrivano nuovamente ai Playoffs con la seconda piazza. Questa volta la squadra di Spoelstra elimina prima i New York Knicks (4-1), poi gli Indiana Pacers (4-2), e in finale di conference i Boston Celtics (4-3). Alle Finals affrontano gli Oklahoma City Thunder allenati da Scott Brooks, capaci di eliminare i San Antonio Spurs di Gregg Popovich. Dopo un primo passo falso in gara 1 gli Heat si rialzano, vincono la serie 4-1 e si aggiudicano il secondo titolo di franchigia, il primo per Spoelstra.
L'anno successivo i suoi Heat sono ancora più dominanti e superiori, arrivando ai Playoffs con la prima piazza assoluta, con 66 vittorie e sole 16 sconfitte. Inoltre la squadra riesce nell'impresa di infilare 27 vittorie consecutive, la seconda striscia vincente più lunga nella storia della lega.
Ai playoffs supera dapprima i Milwaukee Bucks (4-0), poi i Chicago Bulls (4-1) orfani di Derrick Rose, e infine in finale di Conference gli Indiana Pacers (4-3) di Paul George, per arrivare alle Finals contro i San Antonio Spurs. Miami e San Antonio danno il via ad una serie molto combattuta, che si prolunga sino a gara 7, vinta da Miami, che bissa il titolo sconfiggendo gli Spurs 95-88. Per Spoelstra è il secondo anello NBA (consecutivo).
La stagione 2013-14 è l'ultima che vede Lebron James sotto contratto per gli Heat, che sono quindi chiamati a trarre il massimo dall'alchimia creatasi tra questi e le altre due star in rosa, Wade e Bosh. Spoelstra li conduce all'atto estremo per la quarta volta consecutiva, per la seconda contro gli Spurs, che però si aggiudicano la rivincita in 5 match. Si chiude un ciclo d'oro per l'allenatore e la squadra della Florida; James infatti decide di ritornare ai Cleveland Cavaliers per provare a portarli al primo titolo nella storia . Inoltre dopo il mancato Three-peat due giocatori chiave dello spogliatoio, Ray Allen e Shane Battier decidono di ritirarsi.

### L'affermazione negli anni in chiaroscuro degli Heat
Il 2014-15 si rivela un'annata molto sofferta: Bosh decide di rinnovare il contratto ma è tormentato dagli infortuni. Gli Heat dopo quattro anni in vetta mancano clamorosamente i play-off, sebbene di poco.
Il 2015-16 è l'occasione per una nuova ricostruzione: il draft regala il promettente Justise Winslow, l'ampio spazio salariale permette di arrivare ai veterani Amar'e Stoudemire, Joe Johnson e Gerald Green; Spoelstra ora ha nuovamente un roster  competitivo, e potenzialmente può piazzare un all-star in ogni posizione. Miami chiude la stagione con un record di 48-34, sufficiente per vincere la Southeast Division e per finire al terzo posto nella Eastern. Menomati dall'aggravarsi degli acciacchi di Bosh, ormai irrecuperabile, gli Heat si fermano alle semifinali, in gara 7 contro i Raptors.
Il 2016-17 è un anno particolare sia per la franchigia che per l'allenatore: dopo aver cominciato la regular season con 11 vittorie e 30 sconfitte, una volta superata la boa di metà anno gli Heat cambiano marcia, vincono 30 delle successive 41 partite e sorprendono l’intera NBA.
Anche se non riescono a centrare i play-off, pur chiudendo con lo stesso record dei Bulls ottavi, piovono complimenti sul coach, ritenuto capace di trasformare un roster mal amalgamato e di dubbio valore in una possibile contender. Agli esordi Spoelstra aveva dovuto pagare la "colpa" di avere dei grandissimi campioni in rosa e per ciò gli veniva imputato che i suoi successi fossero figli di tale fortunata circostanza,  e che anzi avrebbe dovuto vincere di più;  paradossalmente, con annate come questa, in cui si rivela capace di tirare fuori insospettabili qualità da giocatori di secondo piano, comincia a ritagliarsi una fama di sottostimato.
Gli Heat decidono di allungare contratti pesanti ai protagonisti dell'esaltante e sfortunata cavalcata primaverile, rinnovando James Johnson (60 milioni in quattro anni), Dion Waiters (52 milioni in quattro anni) e Kelly Olynyk (50 milioni sempre in quattro anni), che però si rivelano nuovamente altalenanti e delle zavorre per il mercato salariale. Questo porterà a due stagioni in chiaroscuro.
Il 2017-18 vede perciò la squadra eliminata al primo turno dei playoff per 4-1 dai Sixers dopo un record in regular di 44, mentre il 2018-19 si chiude con un deludente 39-43, che li esclude dalla post-season.

### Ritorno alle Finals
Il 2019-2020 dà l'esatta misura del valore di Spoelstra, dal momento che tutti riconoscono alle sue qualità manageriali il merito di un risultato straordinario: l'approdo alle Finals, le prime da quando Lebron James se ne era andato nel 2013-14. Gli avversari a ovest sono i Los Angeles Lakers guidati proprio da James. Durante la regular season i suoi ragazzi confermano le qualità e i limiti delle annate precedenti:  il loro under/over a inizio stagione oscilla tra le 42.5 e le 44.5 vittorie, un range all’interno del quale gli Heat si mantengono tutto l'anno, chiudendo con 44 vittorie un anno in cui delle previste, canoniche 82 partite ne vengono tagliate 9 a causa della revisione dei calendari seguita al diffondersi del Coronavirus. In linea di massima avrebbero quindi fatto un po' meglio dei risultati accreditatigli a inizio stagione. Considerati una rosa sufficientemente solida da accedere fin troppo comodamente ai playoff, non si pensa possano fare molta strada nella cosiddetta "Bolla di Orlando", gli spazi entro Disney World a Orlando, in Florida, cui sono stati fatti abitare e giocare tutti i giocatori e gli staff delle squadre qualificatesi ai playoff, per permettere loro di giocare senza correre possibili rischi di contagio. In queste condizioni alienanti e inedite si dipana la fiaba degli Heats, outsiders come i Toronto Raptors campioni nell'anno precedente.
Gli Heat arrivano ai play-off con la testa di serie numero 5, e al primo turno eliminano agevolmente i Pacers per 4-0. Nelle semifinali contro i Bucks si rivelano la squadra più capace dell'anno, e forse l'unica, nel contenere Giannīs Antetokounmpo, ala atleticamente straripante e dotata di grande tecnica, passando per 4-1; il merito viene riconosciuto al game plan difensivo architettato dal coach.
Nelle finali di conference contro i Celtics del preparato Brad Stevens è l'allenatore degli Heat a prevalere nello scontro tattico: la sua squadra è l'unica che riesce a prevalere sui verdi di Boston nonostante un roster non superiore, e questo grazie ad un'oliata organizzazione i cui effetti sono amplificati nel clima della bolla.
Gli Heat di Spoelstra si qualificano quindi alle Finals come quinta peggior squadra di sempre per numero di vittorie in regular season. Per dare un'idea del livello medio della rosa, il solo Andre Iguodala era stato scelto al Draft NBA entro le prime 10 scelte, e questo nel lontano 2004. Alcuni dei giocatori più forti, come Goran Dragic, sono irrimediabilmente infortunati. Gli Heat sembrano destinati a fare da comparse; invece, dopo esser stati sconfitti nelle prime partite, la mano di Spoelstra li porta ad eguagliare i più quotati rivali, e a costringere il duo avversario James-Davis a dare il massimo. La serie si chiude con un 4-2 ed alcuni match tiratissimi, con alcuni giocatori Heat che giocano le migliori partite della loro carriera, come il rookie Tyler Herro e lo scatenato Jimmy Butler, arrivato con una trade nel luglio 2019.
Nonostante non arrivi un titolo considerato impossibile da conquistare, è come se Spoelstra lo avesse conquistato davvero: Herro, l'altro giovane Bam Adebayo arrivato nel 2017, Butler e Iguodala, arrivato solo nel febbraio 2020, sono stati amalgamati così bene dall'allenatore da rendere gli Heat una contender in poco tempo, e Spoelstra vede così finalmente riconosciute le sue capacità dall'intero mondo NBA.
Negli anni successivi continuano ad arrivare riconoscimenti da tutto il mondo NBA per i suoi primati personali, mentre gli Heats si confermana una delle squadre più forti a Est.
Nell'aprile 2021, con i suoi ragazzi che si avviavano ai Playoff, in cui sarebbero stati eliminati 4-1 al primo turno dai Bucks di  Antetokounmpo futuri campioni, sconfiggendo 116-111 gli Spurs diventava il sesto coach nella storia a vincere 600 partite con un solo team.
Nel 2021-22 con 53-29 gli Heat sono la migliore squadra a Est, e vengono sconfitti 3-4 solo  alle finali di Conference dai Celtics, secondi in regular con con51-31,  in una serie tiratissima sino agli ultimi minuti del settimo match; è la prima volta in sei partecipazioni che raggiunto l'ultimo atto a Est non riesce poi ad approdare alle finali Nazionali. Nel 2022-23  lui e gli Heat ce la fanno, "vendicandosi"  ancora con un 4-3 di Boston di nuovo in finale di Conference, ma tra loro e il titolo s'interpongono per 1-4 i Denver Nuggets di  Nikola Jokic.
Nel 2023-24 si ripete la sfida ai Playoff con Boston, ma al primo turno, con un netto 4-1, i biancoverdi poi saranno campioni a Est. 

## Statistiche

### Allenatore
| Stagione | Squadra    | Regular Season | Regular Season | Regular Season | Regular Season | Regular Season           | Post Season                                               |
| Stagione | Squadra    | V              | P              | % V            | G              | Posizione finale         | Post Season                                               |
| -------- | ---------- | -------------- | -------------- | -------------- | -------------- | ------------------------ | --------------------------------------------------------- |
| 2008-09  | Miami Heat | 43             | 39             | 52,4           | 82             | 3º in Southeast Division | Sconfitto al Primo Round dai Hawks (3-4)                  |
| 2009-10  | Miami Heat | 47             | 35             | 57,3           | 82             | 3º in Southeast Division | Sconfitto al Primo Round dai Celtics (1-4)                |
| 2010-11  | Miami Heat | 58             | 24             | 70,7           | 82             | 1º in Southeast Division | Sconfitto alle NBA Finals dai Mavericks (2-4)             |
| 2011-12  | Miami Heat | 46             | 20             | 69,7           | 66             | 1º in Southeast Division | Campione NBA                                              |
| 2012-13  | Miami Heat | 66             | 16             | 80,5           | 82             | 1º in Southeast Division | Campione NBA                                              |
| 2013-14  | Miami Heat | 54             | 28             | 65,9           | 82             | 1º in Southeast Division | Sconfitto alle NBA Finals dagli Spurs (1-4)               |
| 2014-15  | Miami Heat | 37             | 45             | 45,1           | 82             | 3º in Southeast Division | Manca i Playoffs                                          |
| 2015-16  | Miami Heat | 48             | 34             | 58,5           | 82             | 1º in Southeast Division | Sconfitto alle Semifinali di Conference dai Raptors (3-4) |
| 2016-17  | Miami Heat | 41             | 41             | 50,0           | 82             | 3º in Southeast Division | Manca i Playoffs                                          |
| 2017-18  | Miami Heat | 44             | 38             | 53,7           | 82             | 1º in Southeast Division | Sconfitto al Primo Round dai 76ers (1-4)                  |
| 2018-19  | Miami Heat | 39             | 43             | 47,6           | 82             | 3º in Southeast Division | Manca i Playoffs                                          |
| 2019-20  | Miami Heat | 44             | 29             | 60,3           | 73             | 1° in Southeast Division | Sconfitto alle NBA Finals dai Lakers (2-4)                |
| 2020-21  | Miami Heat | 40             | 32             | 55,6           | 72             | 2° in Southeast Division | Sconfitto al Primo Round dai Bucks (0-4)                  |
| 2021-22  | Miami Heat | 53             | 29             | 64,6           | 82             | 1º in Southeast Division | Sconfitto alle Finali di Conference dai Celtics (3-4)     |
| 2022-23  | Miami Heat | 44             | 38             | 53,7           | 82             | 1º in Southeast Division | Sconfitto alle NBA Finals dai Nuggets (1-4)               |
| 2023-24  | Miami Heat | 46             | 36             | 56,1           | 82             | 2° in Southeast Division | Sconfitto al Primo Round dai Celtics (1-4)                |
|          | Carriera   | 750            | 527            | 58,7           | 1277           |                          |                                                           |

## Palmarès

### Allenatore
- Campionato NBA: 2

Miami Heat: 2012, 2013
- 2 volte allenatore all'NBA All-Star Game (2013 e 2022)
- 1× Michael H. Goldberg Coach of the Year Award (2016-2017)
- Inserito tra i 15 Greatest Coaches in NBA History nel 2022